# Решето

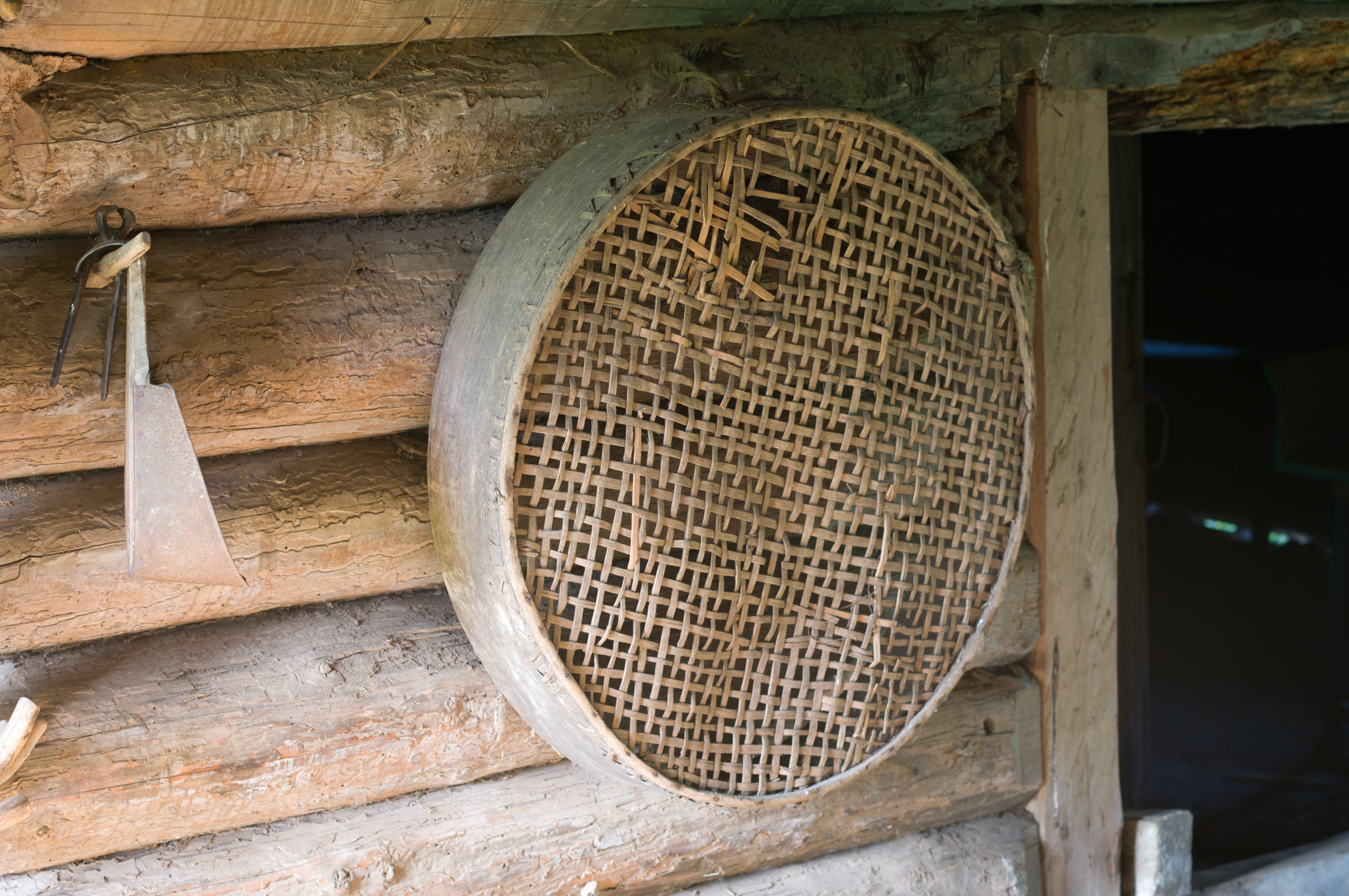
Решето на брусованій стіні сільськогосподарської споруди. Естонія

Ре́шето — предмет хатнього начиння у вигляді дерев'яного обода (обичайки) з натягнутою з одного боку сіткою для просіювання чого-небудь (переважно зерна, борошна). Від сита відрізняється більшими вічками. Різновид решета з не дуже великими вічками називався підрешіткою або підрешітком.
Майстер з виготовлення решіт — решета́р, реші́тник.

## Походження назви
Загальнослов'янське слово решето, можливе, походить від прасл. *rěcha («дірка, проріха»), з того ж кореня, що й слово «рідкий».

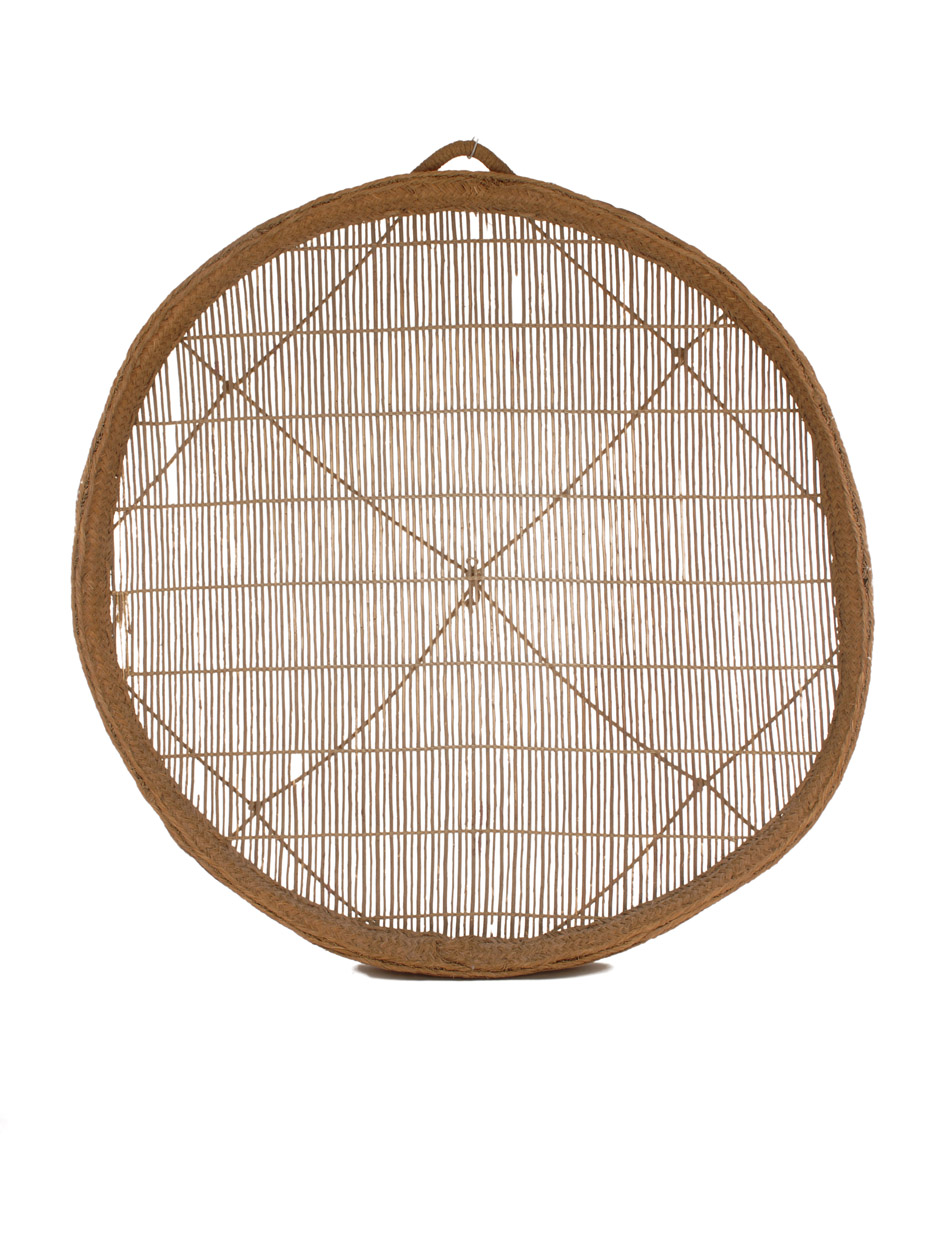
Решето. Етнологічний музей Валенсії, Іспанія

Також припускається походження від дієслова «рішити» (яке колись значило «в'язати»), тобто «зв'язане, сплетене». Споріднене з латис. rekšis («плетінка, решето») і лит. règzti («зв'язувати, плести»).
Від решето утворене й слово решітка.

## Історія

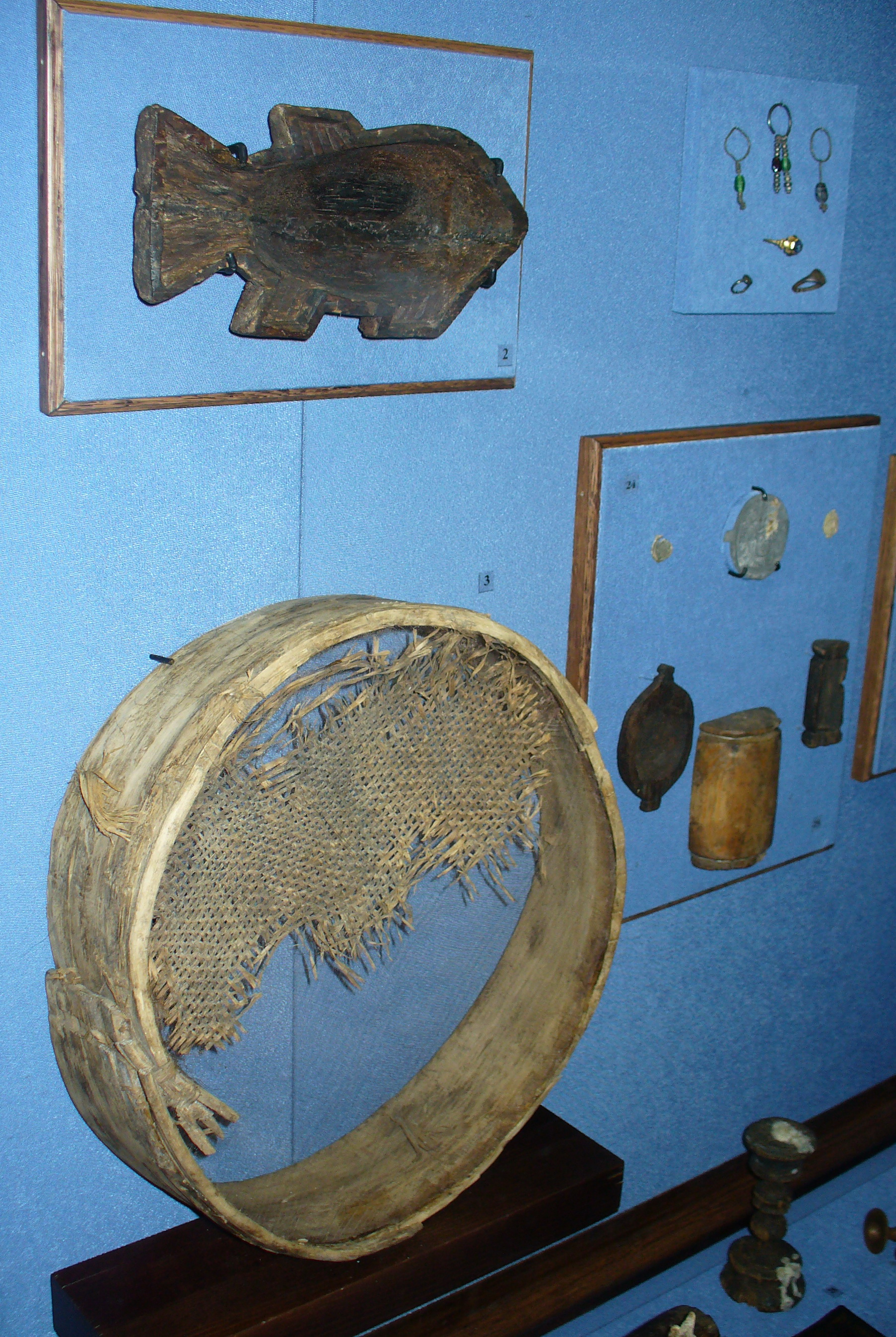
Решето, знайдене при розкопках Мангазеї, XVII ст.

Решета використовувалися як для просіювання, так і для зберігання сипких речовин. Заготовку для дерев'яної обичайки розпарювали над вогнем чи в гарячій воді, для того щоб її можна було зігнути в кільце. Кінці обичайки склеювали, місце з'єднання додатково зміцнювали шпильками. На обичайку натягали дно — дротяну сітку чи шкіру з пробитими висічкою отворами, закріплюючи її цвяшками. Для захисту з'єднання дна з обичайкою знизу надівали дерев'яне кільце, аналогічне обичайці, але вужче. Дно додатково стягалося шкіряними шнурами, що проходили крізь отвори, просвердлені через широке і вузьке кільця обичайки.

## Приказки, мовні звороти
- Як решето — дірявий.
- Голова, як решето (пам'ять як решето) — дуже погана пам'ять.
- Ловити решетом, ловити у решето — байдикувати.
- Носити воду решетом  — робити що-небудь даремно, марно витрачати час (іронічне).
- Попа в решеті возити  — брехати під час сповіді (застаріле).
- Пройти крізь сито й решето, перейти крізь сито й решето — багато побачивши, зазнавши в житті, здобути великий досвід, набути спритності.
- П'яний решетом гроші міряє, а проспиться — ні за що й решета купити
- Решетом не накрити  — дуже товсте (про обличчя). Уживається як жартівливе.
- У решеті повозити кого — обдурити кого-небудь.
- Чудеса (диво) в решеті — уживається для вираження здивування з приводу чогось.
- Як води у решеті — зовсім нема.

## Інше
- Решето — пристрій у сільськогосподарських машинах та установках для просіювання і сортування зерна. Просіююча поверхня для грохотів у вигляді металевого листа з штампованими отворами (квадратними, прямокутними, круглими, овальними або ін.). Виготовляють також литі решета — металеві, поліуретанові; зварні — дротяні або пруткові; набірні — з окремих карт або колосників;
- Решето (відсаджувальне решето) — робоча поверхня відсаджувальної машини, яка може бути металева штампована, поліуретанова або комбінована набрана з окремих колосників обтічного профілю, а також з фасонним поперечним перетином — для створення спрямованих висхідних струменів води. Решето буває рухомим і нерухомим. Рухоме решето у відсаджувальних машинах використовується для збагачення важких та в'язких руд, наприклад, марганцевих.
- Решето — рідковживана назва одного з народних музичних ударних інструментів, різновиду бубна або тамбурина. Складається з дерев'яної обичайки діаметром до 50 см. На обичайку натягається шкіра (первісно сітка). Видобувають звук рукою чи паличкою[8][9][10].
- Одна з кісток мозкового черепа, решітчаста кістка, отримала назву за схожість з решетом — завдяки численним отворам. Аналогічні назви вживаються в білоруській (рашэцістая косць), російській (решётчатая кость), болгарській (решетъчна кост) і хорватській (rešetnica) мовах. В інших слов'янських мовах вона називається «ситовою» чи «нюховою».